# Holger Bodendorf
Holger Bodendorf (* 7. Juni 1967 in Heiligenhafen) ist ein deutscher Koch.

## Werdegang
Nach der Ausbildung zum Koch in den 1980er-Jahren im Hotel Yachtclub in Niendorf (Timmendorfer Strand) an der Ostsee wechselte  Bodendorf 1989 zum Landhaus Stricker auf Sylt. Kurz darauf kochte er im Landhaus Scherrer in Hamburg und 1990 zum Hotel Atlantic Kempinski an der Aussenalster, 1991 gefolgt vom Landhaus Dill an der  Elbchaussee. 1992 ging er nach Zürich zu Petermann’s Kunststuben bei Horst Petermann. 1992 kam er wieder nach Sylt, zuerst zu Tappe’s Restaurant, 1996 zum Hotel Windrose. Im Restaurant Veneto in Wenningstedt-Braderup (Sylt) bekam er 2000 seinen Jahr ersten Michelin-Stern.
2001 übernahm er das Landhaus Stricker auf Sylt, wo sein Restaurant Bodendorf’s  seit 2002 mit einem Michelin-Stern ausgezeichnet ist. 
2015 war Bodendorf einer der Hauptjuroren der VOX-Sendung Game of Chefs. Er war zudem Duellant in der 2. Staffel der VOX-Show Kitchen Impossible. Dort trat er als Kochgegner von Tim Mälzer an.

## Privates
Bodendorf ist Vater eines Sohnes und einer Tochter und lebt in Tinnum.

## Auszeichnungen
- Seit 2002: Michelin-Stern für das Restaurant Bodendorf’s

## Veröffentlichungen
- Eine Prise Sylt. Collection Rolf Heyne, 2012, ISBN 978-3899105162.